# La Chapelle-Saint-Laud
La Chapelle-Saint-Laud ist eine französische Gemeinde mit zuletzt 820 Einwohnern (Stand: 1. Januar 2022) im Département Maine-et-Loire in der Region Pays de la Loire. Sie gehörte zum Arrondissement Angers und zum Kanton Angers-6. Die Einwohner werden Capellaudiens genannt.

## Geographie
La Chapelle-Saint-Laud liegt am Loir, etwa 27 Kilometer nordöstlich von Angers in der Baugeois. Umgeben wird La Chapelle-Saint-Laud von den Nachbargemeinden Huillé-Lézigné im Norden, Durtal im Osten und Nordosten, Marcé im Süden sowie Seiches-sur-le-Loir im Westen und Südwesten.
Durch die Gemeinde führt die Autoroute A11.

## Bevölkerungsentwicklung
| Jahr                       | 1962 | 1968 | 1975 | 1982 | 1990 | 1999 | 2006 | 2018 |
| Einwohner                  | 341  | 370  | 285  | 353  | 404  | 420  | 583  | 765  |
| Quellen: Cassini und INSEE |      |      |      |      |      |      |      |      |

## Sehenswürdigkeiten

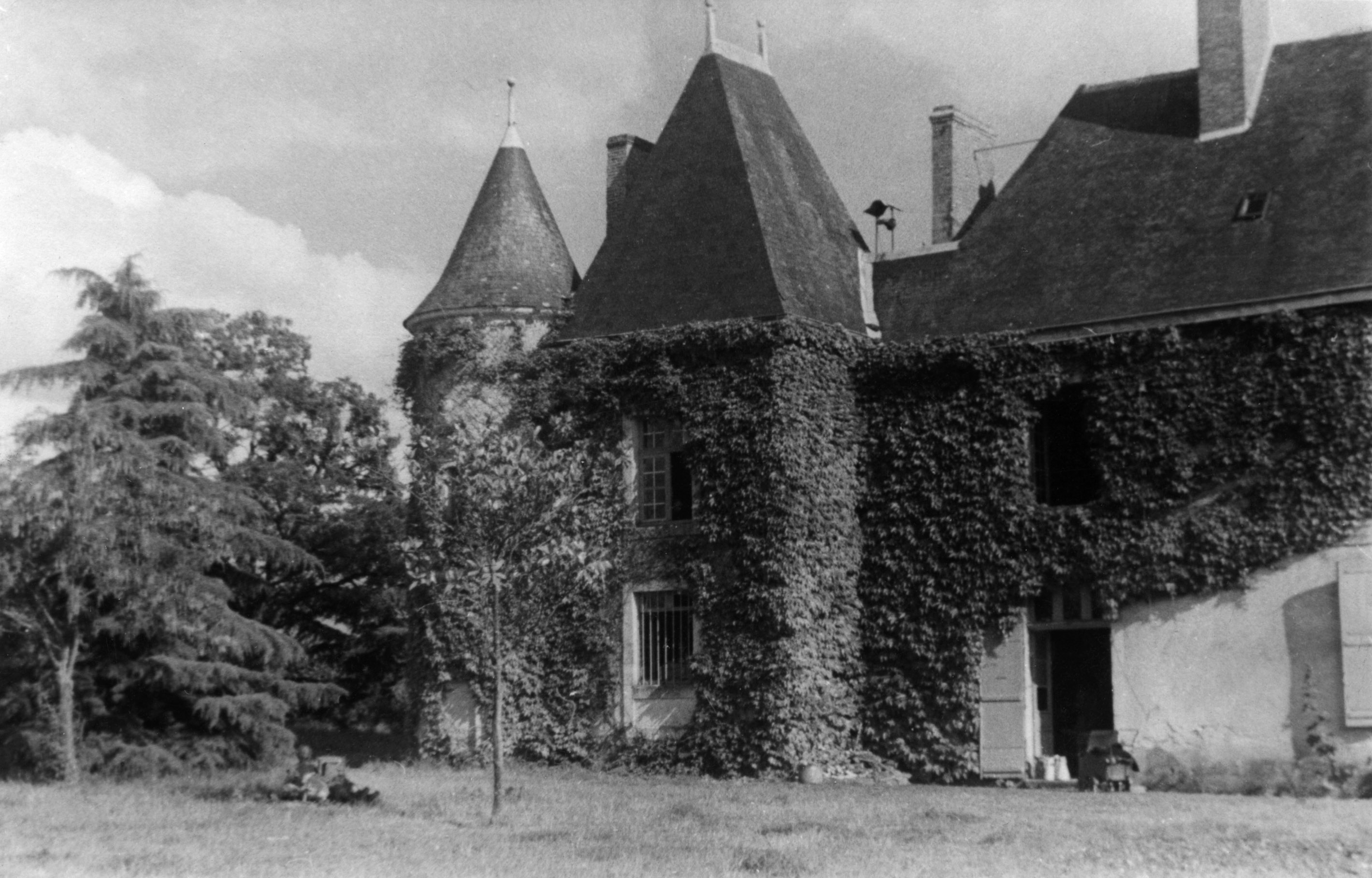
Schloss Princé im Jahr 1944

- Kirche Notre-Dame
- Schloss Princé